# Galeodinopsis tiberiana
Galeodinopsis tiberiana is een slakkensoort uit de familie van de Rissoidae. De wetenschappelijke naam van de soort is voor het eerst geldig gepubliceerd in 1876 door Coppi.